# フジテレビ系列火曜夜7時台枠のアニメ
フジテレビ系列火曜夜7時台枠のアニメ（フジテレビかようよるしちじだいわくのアニメ）は、過去フジテレビ系列の火曜19時台で放送されたテレビアニメの作品一覧である。

## 歴史

### 前半
- この時間帯は、長期にわたって音楽番組『ザ・ヒットパレード』が放送、その後月 - 木の日替わりバラエティ『夜のゴールデンショー』を半年放送した後、タツノコプロ作品『昆虫物語 みなしごハッチ』（第1作）を開始してスタート、スポ根アニメ全盛期にファンタジーアニメは大いに受け、その後もタツノコプロ制作のファンタジーアニメが継続されたが、1973年10月2日開始の『新造人間キャシャーン』のみ、当時人気のヒーロー路線となった。
- 児童向けドラマ『おらあガン太だ』で中断した後、1975年4月1日より、同局の日曜18:30で（現在も）継続中のアニメ『サザエさん』の再放送番組『まんが名作劇場 サザエさん』で再開、日曜版が全盛期だったこともあって好評となり、高視聴率をマーク、1990年代以降も継続の長期作品となった。
- だが1997年11月18日に『まんが名作劇場 サザエさん』が予告なしの突然の終了となると、元々この枠が、1985年10月以降スポンサーセールス上はローカルセールス枠扱いだったため、フジテレビは過去のアニメ番組の再放送に切り替えた。また一部系列局は遅れネットのバラエティ番組（関西テレビ『さんまのまんま』等）の放送に切り替えた。そして『まんが名作劇場 サザエさん』末期に開始した『ウッチャンナンチャンの炎のチャレンジャーこれができたら100万円!!』（テレビ朝日系列）の影響を食らい、以後の再放送アニメは全く振るわず、ついに1998年6月23日終了の『ゲゲゲの鬼太郎』（第3作の再放送）をもってアニメは終了、その後放送した『怪奇倶楽部』（『木曜の怪談』から抜粋再放送）をもって前後半体制も終了した。

### 後半
- この時間帯は歴史が古く、初作品は『オリンピックショウ（→ジェットショー）地上最大のクイズ』終了後につなぎ番組として放送した海外作品『ヘッケルとマイティ』（『ヘッケルとジャッケル』と『マイティ・マウス』をワンセットにした枠）。その後は歌謡番組などで中断後、『ロボタン』（第1作）『遊星仮面』を放送するが、終了と同時に、アニメは長期の中断となる。
- そして、『遊星仮面』が終了して30年半後の1997年10月14日に、水曜19:30から『るろうに剣心 -明治剣客浪漫譚-』が移動、約1年放送するも、終了と同時に前述のとおり前半枠と統合、結局後半枠は計4作で終わった。

## 作品リスト

### 19時00分 - 19時30分
| タイトル                             | 放映期間                      | 話数 | 製作会社            | 原作                                  | 声の出演                                                                                            | 備考 |
| ------------------------------------ | ----------------------------- | ---- | ------------------- | ------------------------------------- | --------------------------------------------------------------------------------------------------- | ---- |
| 昆虫物語 みなしごハッチ （第1作）    | 1970年4月7日～1971年12月28日  | 91   | タツノコプロ        | 吉田竜夫                              | 栗葉子、北浜晴子、山本嘉子                                                                          |      |
| 樫の木モック                         | 1972年1月4日～12月26日        | 52   | タツノコプロ        | カルロ・コローディ                    | 丸山裕子、矢田稔、池田昌子、肝付兼太                                                                |      |
| けろっこデメタン                     | 1973年1月2日～9月25日         | 39   | タツノコプロ        | 鳥海尽三                              | 久松夕子、岡本茉莉、富田耕生、八代駿、大竹宏                                                        |      |
| 新造人間キャシャーン                 | 1973年10月2日～1974年6月25日  | 35   | タツノコプロ        | 吉田竜夫 タツノコプロダクション企画室 | 西川幾雄、山内雅人、武藤礼子、塚田恵美子、内海賢二                                                  |      |
| （この間、『おらあガン太だ』を放送） |                               |      |                     |                                       | |      |
| まんが名作劇場 サザエさん            | 1975年4月1日～1997年11月18日  |      | エイケン 宣弘社     | 長谷川町子                            | 加藤みどり、大山のぶ代→高橋和枝、山本嘉子→野村道子、貴家堂子、永井一郎、麻生美代子、近石真介→増岡弘 |      |
| ドラゴンボール                       | 1997年11月25日～1998年2月17日 | 11   | 東映動画            | 鳥山明                                | 野沢雅子、鶴ひろみ、宮内幸平、田中真弓                                                              |      |
| ゲゲゲの鬼太郎                       | 1998年3月3日～6月23日         | 11   | 東映動画 読売広告社 | 水木しげる                            | 戸田恵子、田の中勇、富山敬、三田ゆう子、色川京子                                                    |      |

### 19時30分 - 20時00分
| タイトル                      | 放映期間                     | 話数 | 製作会社                                                   | 原作            | 声の出演                                           | 備考  |
| ----------------------------- | ---------------------------- | ---- | ---------------------------------------------------------- | --------------- | -------------------------------------------------- | ----- |
| ヘッケルとマイティ            | 1965年6月1日～7月20日        | 8    |                                                            |                 | 長門勇、三波伸介、牟田悌三、関敬六                 | [ 1 ] |
| （この間、非アニメ番組）      |                              |      |                                                            |                 |                                                    |       |
| ロボタン （第1作）            | 1966年10月4日～12月27日      | 13   | 大広                                                       | 森田拳次        | 神戸瓢介、三井洋子、中里ひろみ、中森孝子、財津一郎 | [ 2 ] |
| 遊星仮面                      | 1967年1月3日～3月28日        |      | TCJ                                                        | 仁田信夫 楠高治 | 藤田淑子、栗葉子、原田一夫、納谷悟朗、槐柳二       | [ 3 ] |
| （この間、非アニメ番組）      |                              |      |                                                            |                 |                                                    |       |
| るろうに剣心 -明治剣客浪漫譚- | 1997年10月14日～1998年9月8日 | 32   | SPEビジュアルワークス スタジオぎゃろっぷ →スタジオディーン | 和月伸宏        | 涼風真世、藤谷美紀、冨永みーな、上田祐司           | [ 4 ] |

## 参考資料
「キー局番組編成変遷ひょ～」